# Брусиловљева офанзива
Брусиловљева офанзива је била највећа руска победа током Првог светског рата. Била је то велика офанзива Царске Русије против Централних сила, која је започела 4. јуна 1916. и трајала је до 20. септембра 1916. године. Одиграла се у данашњој Украјини, у Галицији, у близини градова Лавов, Луцк и Ковел. Резултат офанзиве је руско заузимање Галиције и Буковине. Офанзива је добила име по руском команданту југозападног фронта Алексеју Брусилову. Офанзива је сломила аустроугарску војску, а западне савезнике спасила од немачког притиска на Западном фронту.

## Позадина
Француска је позвала Русију да пређе у офанзиву на источном фронту да би се смањио притисак немачке војске код Вердена. Руси су на ту молбу одговорили офанзивом код језера Нароч у подручју Вилњуса. Офанзива се јако лоше завршила по Русе. У тој офанзиви, руски губици су били пет пута већи од немачких. Британска офанзива код Соме у лето 1916. завршила се у пат позицији, па су западни савезници молили Русе да офанзивом на источном фронту ослободе западни фронт великог немачког притиска. Генерал Алексеј Брусилов је направио план масовне офанзиве на југозападном фронту против аустроугарских снага у Галицији. Главна сврха офанзиве је требало да буде слабљење притиска на француску и британску армију у Француској и да се, ако је могуће, Аустроугарска избаци из рата.

## Руски план
Командант руске западне армијске групе генерал Алексеј Еверт се супротстављао Брусиловљевом плану и сматрао је да је дефанзивна стратегија прикладнија. Цар Николај II је лично одобрио план, тј. Брусиловљеву офанзиву. Циљ је био да се поврате градови Ковел и Лемберг, који су били изгубљени претходне године.

## Припреме
Западни савезници су пожуривали Русе да што пре почну офанзиву. Брусилов је сакупио 4 армије са укупно 40 пешадијских и 15 коњичких дивизија. Аустроугарска војска је имала 39 пешадијских и 10 коњичких дивизија у три реда одбрамбених линија. Руси су успели да се привуку на 100 метара до аустроугарских линија, а понегде и на 75 метара. Брусилов је припремио изненадни напад на 500 километара дугом фронту. Руски генералштаб је захтевао од Брусилова да скрати фронт напада да би омогућио већу концентрацију руских снага. Брусилов је инсистирао на свом плану, па је тако и остало.

## Пробој
Руска војска је започела офанзиву 4. јуна са масивном, прецизном и кратком баражном артиљеријском ватром на аустроугарске линије. Кључно је било да је артиљеријска паљба била кратка и прецизна, што се разликовало од дотадашњих обичаја дугог артиљеријског напада, што је браниоцима обично омогућавало да довуку резервне снаге и да испразне предње ровове. Почетни напад је био успешан и аустроугарске линије су биле пробијене, што је омогућило да 3 од 4 Брусиловљеве армије напредују на широком фронту. Брусилов је увео иновацију, такозване ударне шок снаге, које су напале слабе аустријске тачке, па је главна армија могла искористити такав пробој слабих тачака.
Брусиловљева тактичка иновација је била слична тактици коју су касније користили Немци на западном фронту, тзв. инфилтрационој тактици или Хутјеровој тактици.

## Битка
Већ 8. јуна 1916. руска војска је заузела Луцк. Аустријски надвојвода Јозеф Фердинанд је једва успео да побегне из града пре уласка Руса. Та чињеница је говорила колика је била брзина руског напредовања. Аустријанци су се повлачили, а Руси су већ тада заробили 200.000 аустријских војника. Међутим, Брусиловљеве снаге су постале превише растегнуте, па је дао до знања Еверту да даљи успех зависи од тога да ли ће Еверт кренути у офанзиву са осталим снагама. Еверт је наставио да одуговлачи, што је немачкој врховној команди дало довољно времена да пошаље појачања на Источни фронт.
Када је Луцк пао, шеф немачког генералштаба Ерих фон Фалкенхајн убедио је аустријског фелдмаршала Конрада фон Хецендорфа да пребаци војску са италијанског фронта да би се супротставио Русима у Галицији. Генерал Паул фон Хинденбург је успео да брзо допреми трупе због добрих железничких пруга у Немачкој. Руски генерал Еверт је слабу и лоше припремљену офанзиву започео тек 18. јуна. Александер фон Линзинген је 24. јула извршио контранапад јужно од Ковела. Брусилов је 28. јула наставио са офанзивом. Иако му је војска била слабо опскрбљена, успео је да дође до Карпата 20. септембра 1916. Руска висока команда је почела да шаље војску са Евертовог фронта у помоћ Брусилову. Томе се Брусилов опирао, јер је сматрао да вишак војске само може зачепити фронт. Све снаге које су биле укључене у офанзиву биле су исцрпљене, тако да је офанзива потпуно престала крајем септембра. После тога руска војска је морала помагати Румунији, коју су прегазиле аустријска и немачка војска.

## Резултат и последице
Операција је успела у својој основној сврси. Немачка је морала да заустави напад код Вердена и да пребаци велике снаге на источни фронт. Операција је осим тога сломила леђа аустроугарске армије, која је изгубила око 1,5 милиона људи (укључујући 400.000 заробљеника). После те офанзиве аустроугарска војска више до краја рата није била способна да изведе успешан напад, већ се морала ослањати на немачку војску. Рани успех офанзиве охрабрио је Румунију да уђе у рат на страни савезника, али то је имало катастрофалне последице по Румунију.
Руски губици су били велики, око пола милиона мртвих. Пошто је Русија имала велику базу за регрутовање то је вероватно било војно прихватљиво.
Брусиловљева офанзива је била врхунац руских напора у Првом светском рату. Представљала је добар пример доброг вођства и планирања од стране царске руске армије. После офанзиве ефективност руске армије је почела да опада због погоршања економске и политичке ситуације у Русији. Операција је представљала значајан напредак у руској тактици. Брусилов је користио мале специјализоване јединице, које би нападале слабе тачке непријатељских рововских линија. Те јединице би стварале рупе, које би омогућавале руској војсци да продре кроз тако створену рупу. Таква „тактика шока“, била је значајан напредак у односу на дотадашње тактике „људских валова“, које су коришћене током Првог светског рата. Касније су Немци преузели тактику и на сличан начин су се борили на западном фронту 1918. Западни савезници су преузели од Немаца такву тактику. Тактика шока играла је важну улогу у раним немачким блицкриг офанзивама почетком Другог светског рата.